# Sir Dagonet

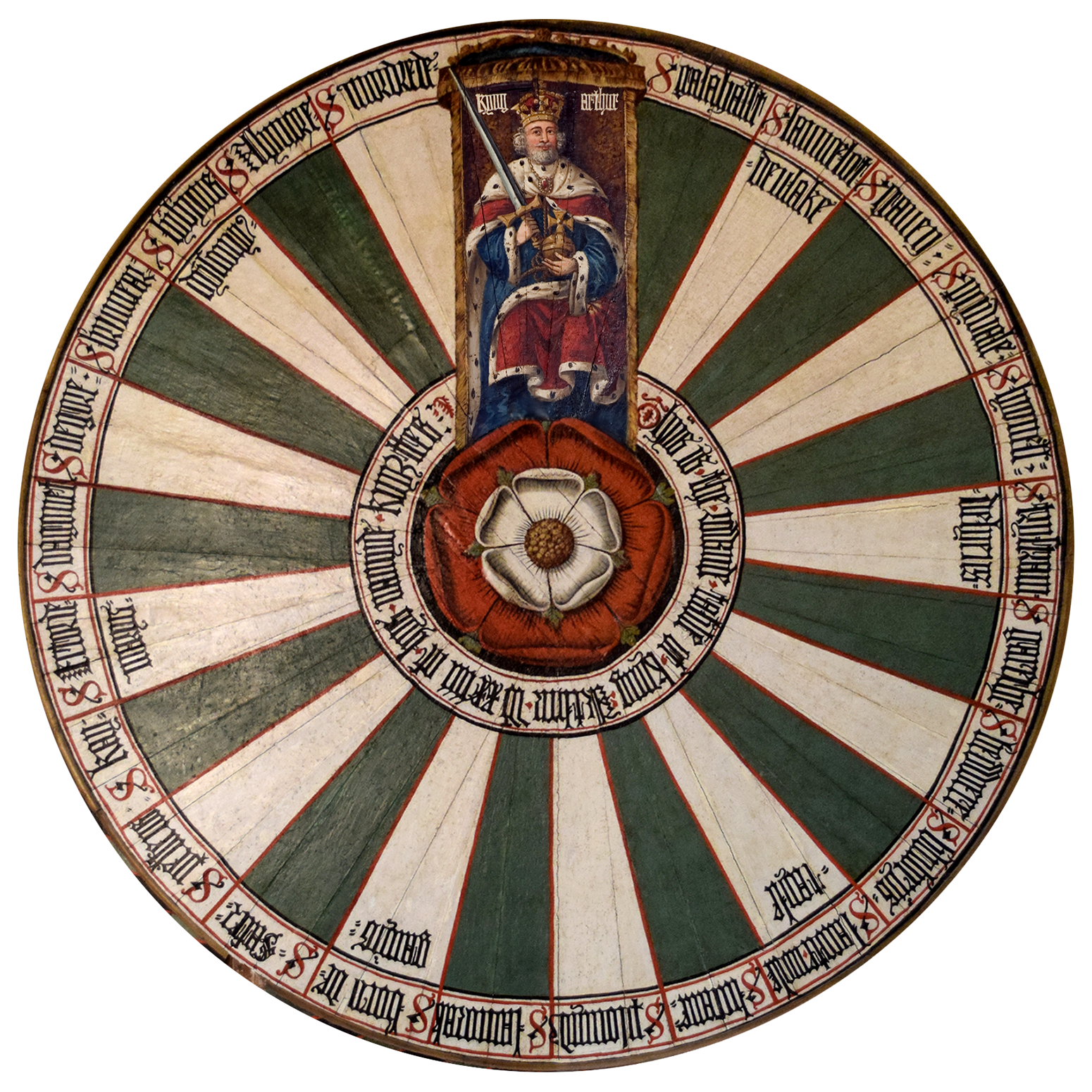
La Mesa Redonda del Rey Arturo.

Dagonet es el bufón de la corte del Rey Arturo en la leyenda artúrica, y también es uno de los caballeros de la Mesa Redonda. En algunas versiones de la historia es simplemente un bufón que a modo de broma es nombrado caballero, mientras que en otras es realmente un valiente guerrero. En La muerte de Arturo, de Thomas Malory, por ejemplo, aparece como en la primera versión, mientras que en la adaptación cinematográfica de 2004 El rey Arturo, el personaje (interpretado por Ray Stevenson) aparece como un bravo y abnegado guerrero cuya capacidad de autosacrificio salva al resto de los caballeros de Arturo.
En la obra Los idilios del Rey, de Lord Tennyson, "Sir" Dagonet aparece en "El Último Torneo". El bufón es el único de la corte que podía prever el advenimiento del castigo que caería sobre el reino. Burlándose de la falta de fe por parte de los caballeros que han roto sus votos, declara que mientras que Arturo y él pueden escuchar la música del plan de Dios, ellos no pueden romper sus votos.
En la segunda parte de Enrique IV, de William Shakespeare, este ofrece una imagen de Sir Dagonet durante la "Obra de Arturo" en la que se identifica al personaje como un bufón.